# رایکا زهتابچی
رایکا زهتابچی (زاده ۱۹۹۴ در لس‌آنجلس، آمریکا) کارگردان و مستندساز زن ایرانی-آمریکایی است.
زهتابچی به همراه ملیسا برتون، در نود و یکمین دوره جوایز اسکار، توانست جایزه بهترین مستند کوتاه را برای فیلم «پریود. ختم کلام.» به دست آورد. این فیلم به مسائل بهداشتی زنان در هند می‌پردازد.
این فیلمساز ایرانی‌تبار که ساکن آمریکاست، پیش‌تر در سال ۲۰۱۶ فیلم «مادران» را کارگردانی کرد که دربارهٔ بخشش یک قاتل توسط یک مادر ایرانی است.

## فیلم‌شناسی
- پریود. ختم کلام. (Period. End of Sentence.) - تولید ۲۰۱۸[۶]
- شنوف (Shnoof) - تولید ۲۰۱۸[۷]
- ما خانه‌ایم (We Home) -تولید ۲۰۱۶[۸]
- مادران (Madaran) - تولید ۲۰۱۶[۹]